# Donje Selište
Donje Selište is een plaats in de gemeente Glina in de Kroatische provincie Sisak-Moslavina. De plaats telt 178 inwoners (2001).